# Buddismo Nichiren

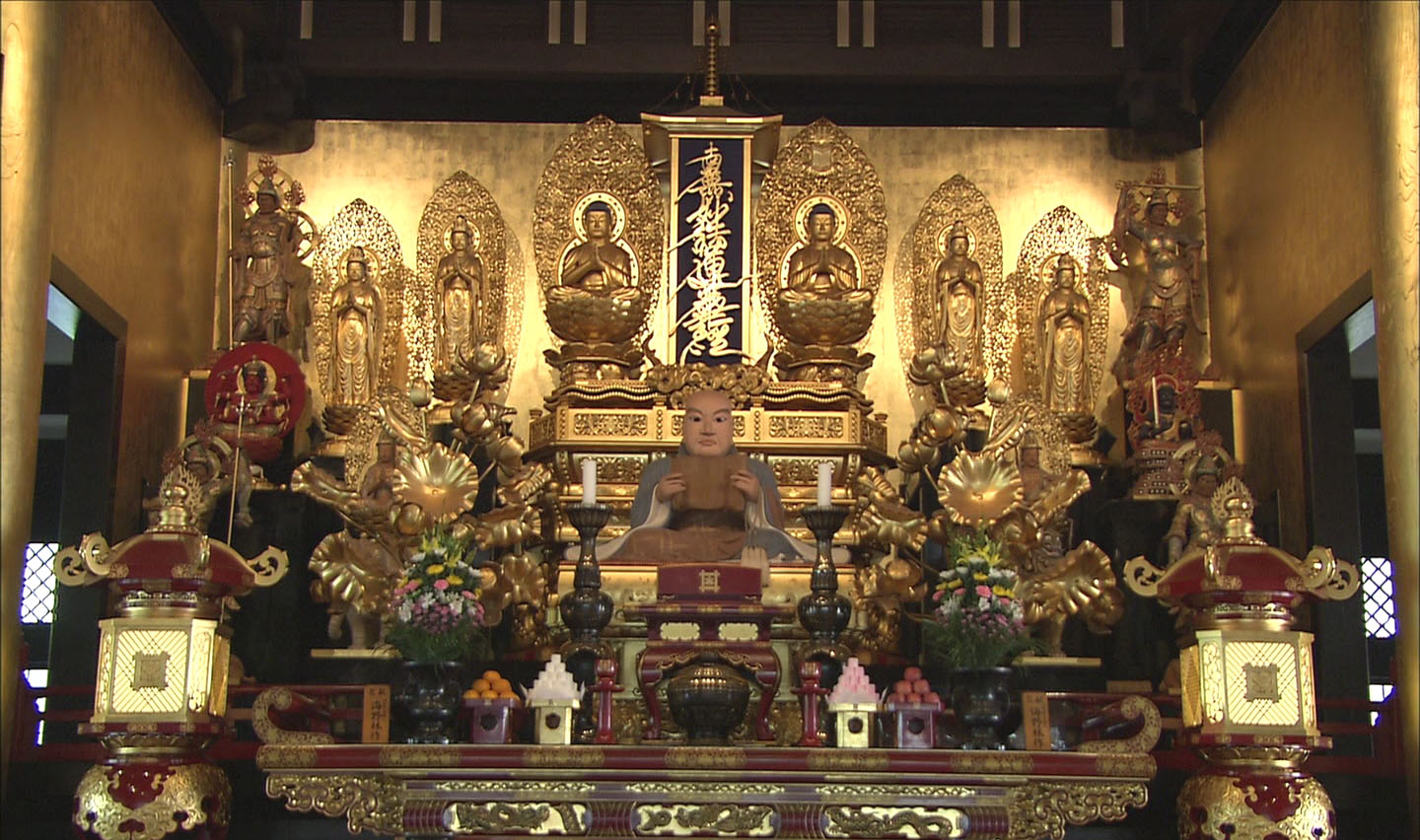
Altare principale del tempio Kuonji della Nichiren-shū sul monte Minobu, con statua di Nichiren che regge il rotolo del sutra, del Buddha Śākyamuni, del Buddha Tahō Nyorai e di vari bodhisattva del sutra del Loto

Il buddismo Nichiren (in lingua giapponese detto Hokke-shū, 法華宗, cioè "scuola del Loto" (28 aprile 1253), originariamente Nichiren-shū, 日莲宗, "scuola di Nichiren") è l'insieme di scuole buddiste mahāyāna giapponesi che fanno riferimento alla figura e agli insegnamenti del monaco buddista Nichiren (日蓮, 1222-1282), vissuto in Giappone nel XIII secolo.
Queste scuole sorgono direttamente dalla sua figura storica di monaco riformatore, ordinato secondo la piattaforma monastica della scuola Tendai. Il loro lignaggio monastico è fatto risalire direttamente al Buddha Śākyamuni e al bodhisattva Bhaiṣajyarāja ("Re della Medicina", giapp. 藥王 Yakuō) e ripercorre il lignaggio della scuola cinese Tiāntái arrivando al fondatore della scuola giapponese Tendai, Saichō, e infine a Nichiren ritenuto a sua volta la manifestazione del bodhisattva Viśiṣṭacāritra (giapp. 上行意 Jōgyō).
Le dottrine di queste scuole hanno in comune la venerazione e lo studio del Sutra del Loto (sanscrito Saddharmapundarīkasūtra, giapp. 妙法蓮華經 Myōhō renge kyō o Hokkekyō: 法華經), considerato il più importante e completo insegnamento buddista, lo studio dei relativi commentari da parte dei maestri cinesi di scuola Tiāntái, Zhìyǐ (智顗, 538-597), Guàndǐng (灌頂, 561-632) e Zhànrán (湛然 o Miaole 711-782) nonché dello stesso Saichō. Inoltre venerano la pergamena del gohonzon, lo stesso Nichiren e il Buddha eterno rappresentato da Śākyamuni (con l'eccezione della Nichiren Shōshū che considera Nichiren stesso un buddha e non un bodhisattva). La pratica principale è la recitazione di Namu myōhō renge kyō (detto odaimoku o daimoku) davanti allo stesso gohonzon.
Seppure siano state oggetto di dure persecuzioni religiose, la vitalità delle scuole del buddismo Nichiren è comunque dimostrata dal fatto che esse sono sempre riuscite a rinascere e a diffondersi, e rappresentano oggi il ramo di insegnamento buddista relativamente più diffuso in Giappone, con oltre 35 milioni di seguaci (pressappoco il 28 % della popolazione nipponica) e circa 7.000 tra templi e monasteri, assieme al buddismo di Nara, alla Jodo-shu e al buddismo Zen (spesso intrecciati fra essi e con lo shintoismo in un particolare amalgama sincretico detto shinbutsu-shūgō). Nel 34 % dei giapponesi che ha dichiarato nel 2008 di essere esplicitamente e solamente buddista, la scuola di Nichiren rappresenta quindi la maggioranza assoluta.. Secondo altre stime è di poco superato dalla scuola amidista. Assieme allo Zen è anche una delle forme di buddismo più diffuse nel mondo fuori dall'Asia, specialmente tramite la scuola laica Soka Gakkai (e SGI) che ha circa 12 milioni di membri (8 milioni in Giappone e 4 milioni nel resto del mondo, 70.000 in Italia).

## La nascita delle Scuole
Chiamato alla nascita con il nome di Zennichimaro (善日麿), dal 1238 Zeshō-bō Renchō (是生房蓮長) quando fu ordinato monaco e infine dal 1253 (quando proclamò ufficialmente il daimoku) in poi conosciuto come Nichiren (日蓮, "sole-loto"), fu una figura controversa durante l'intero arco della sua vita, e lo è tuttora per via delle diverse dottrine religiose che si rifanno ai suoi insegnamenti, riformati e radicali rispetto al buddismo pre-esistente. Nato in una famiglia amidista, entrò nel lignaggio del buddismo Tendai per poi abbandonarlo.

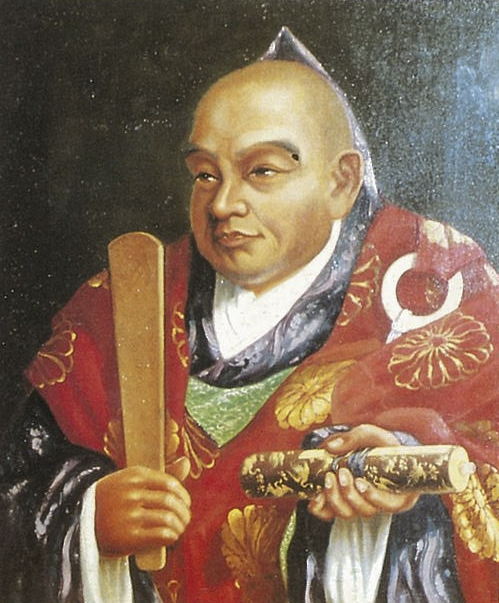
Nichiren in un ritratto del 1876. Tiene in mano il rotolo chiuso del sutra del Loto e un oggetto simboleggiante un ventaglio cerimoniale ripiegato, simile a un bastone kyosaku. La veste liturgica riporta l'emblema del crisantemo, fiore nazionale del Giappone.

Prima di morire, Nichiren affidò a sei suoi discepoli il compito di organizzare la diffusione della sua dottrina e quello di curare il monastero Kuon-ji da lui fondato sul monte Minobu nella provincia di Kai. Le turbolenze politiche e militari del Giappone alla fine del XIII secolo non consentivano la presenza costante e contemporanea nel monastero Kuon dei sei discepoli: Nikkō (1246-1333), Niko (1253-1314), Nichiro (1245-1320), Nissho (1221-1323), Nichiji (1250-?), Nitcho (1252-1317). Così Nikkō, riuscendo a garantire una presenza costante nel monastero di Kuon-ji ricoprì, a partire dal 1285, il ruolo di abate. In seguito alla separazione tra Niko e Nikkō vertono i due principali rami scolastici Nichiren: il Nichiren-shū che fa riferimento a Niko e il Nichiren-shoshu che invece fa riferimento a Nikkō. È da tener presente che la polemica in questione non è di poco conto. Il ruolo assegnato alla figura di Nichiren dalla Nichiren-shoshu (e la scuola laica Soka Gakkai) è quello di Buddha dell'ultimo giorno della Legge e quindi di fatto è venerato al posto del Buddha Shakyamuni, l'atteggiamento nei confronti delle altre fedi religiose e delle altre confessioni buddiste è di gran lunga più rigido rispetto alla Nichiren-shū che continua invece nella venerazione del Buddha Shakyamuni ed è decisamente più tollerante e aperto nei confronti delle altre scuole buddiste. E sono proprio il rapporto con le altre scuole buddiste e il ruolo da assegnare al proprio fondatore Nichiren la linea di discrimine di tutte le successive separazioni scolastiche all'interno del buddismo Nichiren.
In seguito Nichiju, un ex monaco Tendai convertitosi nel 1378 agli insegnamenti della Nichiren-shu, decise nel 1385 di separarsi da questa scuola, fondando a Kyoto la sottoscuola denominata Myomanji-ha, in quanto riteneva la Nichiren-shū troppo conciliante con le altre scuole buddiste. Tra coloro che preferirono porre l'attenzione (e la venerazione) al Buddha eterno ci furono Nichiryu (1385-1464) che fondò la scuola Happon-ha, Nichijin (1339-1419) che fondò la scuola Honjoji-ha e Nisshin (1444-1528) fondatore della Nisshin-monryu. Queste scuole, insieme alla Myomanji-ha fondata da Nichiju e alla Komon-ha (nome originario della Nichiren-shoshu) fondata da Nikko, fanno parte della Shoretsu-ha che è la contrazione della frase giapponese Honsho sakuretsu (i primi 14 capitoli inferiori, i secondi 14 capitoli superiori) riferita al Sutra del Loto.
Dopo un avvio difficile, la scuola Nichiren fu riconosciuta dalle autorità di governo nel 1334, rischiando tuttavia un secondo annientamento nel XVI secolo. L'aperta ostilità da parte delle altre scuole buddiste nei confronti delle scuole del buddismo Nichiren fu determinata dal fatto che queste ultime pretendevano di incarnare l'unico, autentico insegnamento del Buddha Śākyamuni, considerando le altre scuole alla stregua di insegnamenti provvisori, quando non falsi. Certamente ogni scuola buddista di ogni periodo e Paese si è sempre considerata portatrice del più autentico o più profondo insegnamento buddista; la novità in questo senso del buddismo Nichiren è consistita nell'aver esplicitato e diffuso apertamente questa convinzione nella pratica del proselitismo tra i laici e tra i monaci. Tutto questo portò le altre comunità monastiche, segnatamente quella del monastero dell'Enryaku-ji sul monte Hiei, ormai trasformatesi come in Occidente in ordini monastico-cavallereschi (sōhei, 僧兵), a combattere apertamente contro i monaci Nichiren. Le tensioni giunsero spesso a provocare il massacro dei monaci rivali e l'incendio dei loro monasteri. Le autorità laiche appoggiarono ora questa ora l'altra fazione in base ai propri convincimenti religiosi. Sopravvissute a numerose persecuzioni e al rinnovamento Meiji, oggi costituiscono una gran parte delle scuole buddiste giapponesi.

### Critiche
D’altro canto, il cosiddetto buddismo di Nichiren nasce all’insegna delle contraddizioni, come sostenuto anche da uno dei massimi esperti italiani di buddismo, Pio Filippani Ronconi, il quale scrive: 

## Dottrine

### Fondamenti
Il buddismo Nichiren (o di Nichiren) è basato sul Sutra del Loto (Saddharmapuṇḍarīkasūtra, cioè "Sutra del Loto della buona dottrina", titolo in giapponese 妙法蓮華経, Myōhō-renge-kyō nell'espressione traslata dal cinese antico, o 法華経, Hokkekyō). Comune a tutti i lignaggi è la recitazione o il canto del mantra Nam(u) myoho renge kyo come principale pratica e la venerazione della pergamena detta Gohonzon.
Il buddismo Nichiren accetta buona parte delle idee del buddismo Mahāyāna e del buddismo Tendai, riviste da Nichiren: la dottrina dei Dieci mondi di vita, le Dieci Condizioni di esistenza, le Dieci Talità, i Tre Dharma Segreti, il principio dei Tremila Mondi in ogni momento di vita (ichinen sanzen) nel Triplice Mondo · , i Tre Gioielli, i Tre Corpi del Buddha, (dharmakaya o corpo d'insegnamento, fruizione o corpo visibile eternamente nelle terre pure, ed emanazione o corpo temporaneo), la Triplice Verità (enyū santai), la buddhità come condizione innata (hongaku, o illuminazione intrinseca) di ogni essere senziente (che occorre solo risvegliare) e l'insegnamento delle "tre prove" per la verifica della validità dell'insegnamento. La maggior parte di questi insegnamenti sono uguali per tutte le scuole Nichiren. Nichiren è chiamato spesso Shonin ("santo, saggio", titolo dato anche a molti suoi allievi diretti) dalla Nichiren-shu, o Nichiren Daishonin ("Nichiren il grande santo" o "il grande saggio"), dalla Nichiren Shoshu e dalla Soka Gakkai, tutti titoli di rispetto religioso.

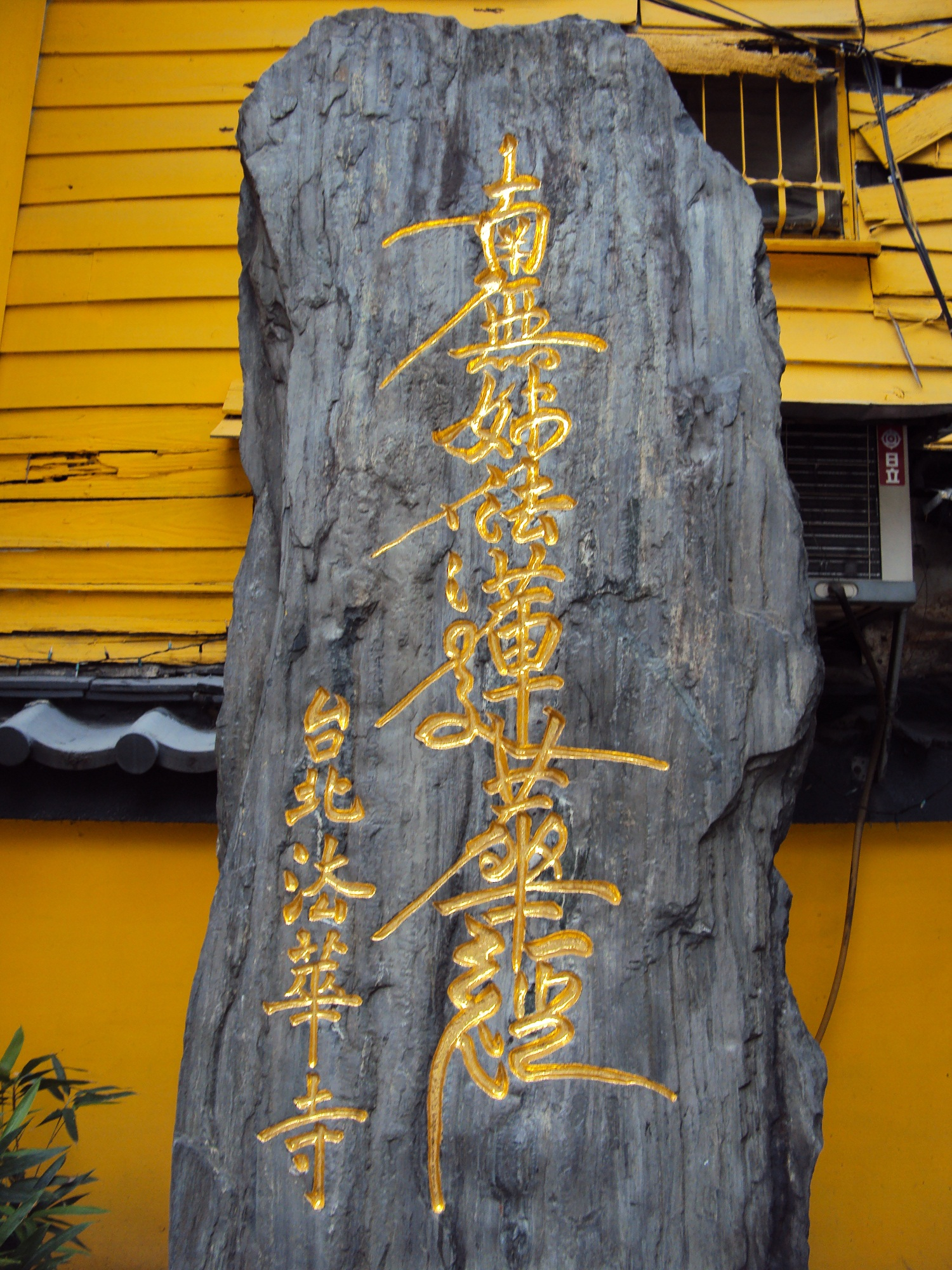
Iscrizione dei caratteri del daimoku (Namu-myoho-renge-kyo) all'ingresso del tempio Hokkeji della Nichiren-shū a Taipei (Taiwan)

### Venerazione verso Nichiren, il Buddha Shakyamuni e il Sutra del Loto
Gli insegnamenti delle scuole del buddismo Nichiren si rifanno sostanzialmente, pur con numerose e drastiche differenze dottrinali, alla dottrina esposta da Nichiren durante le sue predicazioni e riportata nei suoi scritti. Dopo la morte del Maestro tuttavia i suoi sei discepoli diretti iniziarono a differenziare i propri insegnamenti e questo portò alla nascita delle differenti scuole del buddismo Nichiren che hanno in comune la pratica del daimoku (una invocazione in giapponese al titolo del sutra del Loto, Nam myoho renge kyo) come unica pratica per l'era di mappo e la venerazione del Sutra del Loto (nella versione di Kumārajīva) considerato, come nella scuola Tendai, l'insegnamento completo impartito dal Buddha Shakyamuni. Sempre come nel Tendai, particolare attenzione viene prestata a due capitoli di questo sutra: il secondo (hoben: mezzi abili o espedienti) e il sedicesimo (juryo-hon: durata della vita del Buddha). In particolare, il secondo capitolo tratta dei mezzi con cui ottenere lo stato di buddhità (giapp. bussho) e il sedicesimo capitolo della durata della vita del Buddha che si è illuminato nell'infinito passato perciò è per sé stesso da sempre illuminato. Tali capitoli vengono a volte recitati come pratica (gongyō) di solito in lingua originale (giapponese antico o cinese antico), ma la Nichiren-shu ammette anche la lettura nella propria lingua. Il daimoku viene spesso effettuato per alcune ore, e il gongyo tradizionalmente ripetuto mattina e sera (con anche cinque preghiere silenziose la mattina e tre la sera; oppure quattro preghiere silenziose, la prima delle quali solo al mattino, prima della lettura del sutra, mentre le ultime tre sia al mattino sia alla sera al termine della lettura del testo). Inizialmente la pratica concordata dal patriarca della Nichiren Shoshu comprendeva almeno la recitazione del capitolo XVI in forma completa, ma la Soka Gakkai lo ha ridotto, per i propri fedeli, alla lettura di brani dei due capitoli del Sutra del Loto solo una volta per cerimonia (il capitolo XVI viene recitato solo nella parte in versi chiamata Jiga-ge), eliminando anche le preghiere riferite ai patriarchi della Nichiren Shoshu e ad alcuni divinità buddiste della scuola, sostituite da preghiere di gratitudine rivolte ai presidenti della Soka Gakkai.

A seconda della tradizione Nichiren, il fondatore è considerato una manifestazione del bodhisattva Viśiṣṭacāritra (上行菩薩, Jōgyō bosatsu) o bodhisattva "Pratiche Superiori" (nominato nel sutra del Loto come uno dei quattro Bodhisattva della Terra) oppure, al pari di Shakyamuni, un vero Buddha, in quanto manifestazione del "Buddha originale eterno dell'ultimo periodo del Dharma" (本仏, Hombutsu), da sempre illuminato secondo le parole riferite a sé stesso da Shakyamuni nel sutra del Loto: 
(Sutra del Loto, capitolo XVI, Durata della vita del Tathāgata)
Nichiren vede inoltre Maitreya, il bodhisattva e prossimo Buddha futuro come una metafora per indicare tutti i bodhisattva e i devoti del Sutra del Loto.
Ciò che differenzia, tra loro, le scuole del buddismo Nichiren è, nella suddivisione in due parti (本迹二門, giapp. honjaku nimon, cin. běnjī èrmén) del Sutra del Loto, la considerazione della prevalenza o meno delle dottrine esposte negli ultimi 14 capitoli (本門, giapp. honmon, cin. běnmén) rispetto ai primi 14 capitoli (迹門, giapp. sakumon, cin.  jī mén). Secondo la Nichiren shū tale prevalenza non esiste a differenza della Nichiren Shōshū per cui invece essa sussiste.
Questa differenziazione dottrinale non è di poco conto. Nei secondi 14 capitoli del Sutra del Loto viene esposta la dottrina del Buddha eterno (giapp. 本佛 Honbutsu o Hombutsu), emanazione del quale sono tutti i Buddha e rappresentato nel sutra da Sakyamuni. Nel Sutra del Loto le sue caratteristiche non sono definite ma richiamano, comunque, la dottrina dell'Ādibuddha (本初佛 cin. Běnchūfó, giapp. Honshobutsu) o Ādinātha (本初主), detto anche Buddha originario o primordiale, origine della natura di Buddha, e raffigurato anche, nella forma Dharmakāya, dalla figura di Vairocana. In accordo col sutra, secondo Nichiren il Buddha eterno è raffigurato da Sakyamuni, mentre le altre raffigurazioni venerate dalle scuole giapponesi (Amitabha, Vairocana) sono emanazioni temporanee del Sakyamuni eterno e non Buddha a sé stanti (peraltro anche nella stessa Jodo-shu amidista, Amitabha è considerato «espressione simbolica della natura ultima» di Shakyamuni, cioè del Buddha eterno). Contro l'amidismo e lo Shingon che venerano una triade o un duo di Buddha - Amida come corpo di Fruizione, Vairocana come corpo del Dharma e Shakyamuni come corpo di Emanazione nello Shingon, Amida (oggetto principale del culto) come emanazione Dharmakaya e corpo di Fruizione della Terra Pura e Sakyamuni come sola Emanazione nell'amidismo - Nichiren ritiene questi degli errori dottrinali e vede un unico Buddha trascendente con tutte queste caratteristiche raffigurato in tutti i tre corpi da Sakyamuni, anche se altri Buddha e bodhisattva sono oggetto di venerazione.
Per la Nichiren Shoshu, l'ultima apparizione del Buddha eterno è Nichiren stesso; se il Buddha è eterno e chiunque può divenire Buddha, allora il Buddha dell'ultimo giorno della Legge (mappō) non può che essere colui che ha predicato la corretta dottrina del Sutra del Loto, ovvero Nichiren. La Nichiren Shōshū sostiene che nel rivelare e propagare i suoi insegnamenti, Nichiren stava realizzando la missione del suo avvento secondo la profezia fatta dal Buddha storico Śākyamuni, che avrebbe predetto che il "Vero Buddha" sarebbe apparso nel "quinto periodo di cinquecento anni dopo la morte di Śakyamuni", agli inizi di un'età malvagia chiamata Mappō, e avrebbe diffuso l'estremo insegnamento Buddista (di Honmon, o "vero" insegnamento) per permettere alle persone di quell'epoca di conseguire l'illuminazione, dato che da quel momento in poi i suoi insegnamenti (di Shakumon, o insegnamento "provvisorio") avrebbero perso il loro potere. L'interpretazione di Nichiren come Vero Buddha e questa svalutazione dei primi capitoli del sutra (che rimandano anche alle Quattro Nobili Verità e al Nobile Ottuplice Sentiero), fatta propria dalla Nichiren Shōshū e dalla Soka Gakkai, non è condivisa invece dalla Nichiren shū che, come anche la Risshō Kōsei Kai, ritiene che il Buddha eterno si sia espresso nella forma del Buddha Śākyamuni a cui va offerta la venerazione restando Nichiren "solo" una manifestazione del bodhisattva Viśiṣṭacāritra. Col distacco dalla Nichiren Shoshu, anche la Soka Gakkai International ha cominciato a vedere Nichiren come un grande maestro illuminato come descritto nella Nichiren-shu, ma non il Buddha eterno in persona, posizione riservata a Shakyamuni.
Da tenere presente che a parte gli aspetti popolari che sconfinano in una pratica pressoché devozionale e quasi "teistica", da punto di vista dottrinale, riscontrabile nei trattati e nei commentari di queste scuole, il punto di partenza di tutte queste manifestazioni è sempre e solo la vacuità (giapponese kū) così come viene espressa nelle dottrine, di matrice Tiāntái e riprese dal Tendai, denominate in giapponese enyū santai (圓融三諦) e ichinen sanzen (一念三千) anche se nella particolare interpretazione di Nichiren.

### Daimoku e Gohonzon

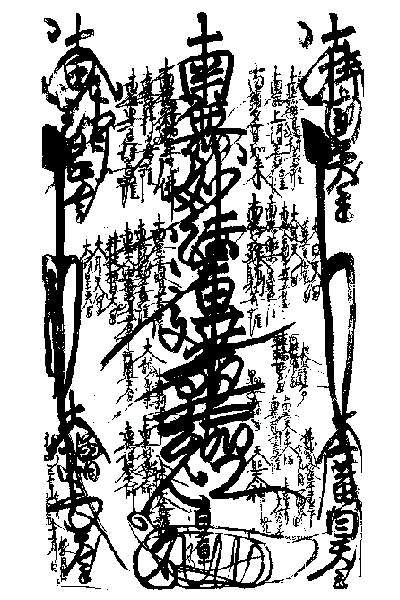
Il Gohonzon (御本尊) che, secondo una tradizione, fu affidato da Nichiren (日蓮, 1222-1282) al suo discepolo Nikkō (日興, 1246-1333); secondo altri il gohonzon nell'immagine fu iscritto da Nichiren nel 1280 per il discepolo Nisshō; è uno dei diversi gohonzon dipinti da Nichiren. L'immagine è simile al Dai Gohonzon (gohonzon fondamentale) della Nichiren Shoshu che però è inciso su legno. La Nichiren-shu sostiene invece che il Dai Gohonzon non fu scritto da Nichiren che dipinse solo gohonzon su pergamena. La Soka Gakkai dal 1994 utilizza un gohonzon leggermente diverso (copia del gohonzon trascritto da Nichikan nel 1720) dall'originale Dai Gohonzon della Nichiren Shoshu e che è considerato eretico dagli altri praticanti.

La pratica più importante è il daimoku o odaimoku di fronte al gohonzon, ossia la recitazione di  Nam-myōhō-renge-kyō o Namu myoho renge kyo, resa scritta in pronuncia sino-giapponese (cinese antico secondo la pronuncia del giapponese antico), della frase Nánwú miàofǎ liánhuā jīng, che significa "rendo omaggio alla mistica legge del sutra del Loto" o dedico la mia vita alla mistica legge perfettamente dotata del sutra del loto. L'odaimoku fu proclamato da Nichiren il 28 aprile 1253. La Nichiren-shū (più aperta verso le altre forme di buddismo), a differenza della Nichiren Shōshū e anche della Soka Gakkai, pratica anche, secondariamente, la meditazione buddista silenziosa classica (analoga al śamatha-vipassana del Theravada o allo zazen dello zen, incentrate sul respiro e sulla contemplazione della vacuità) ricavata dallo zhǐguān/shikan praticato dalla scuola Tendai e chiamata joshingyo e jishingyo, pur essendo la recitazione del daimoku, spesso davanti alla pergamena del gohonzon (un maṇḍala che raffigura, in caratteri cinesi antichi, la cerimonia del Sutra del Loto e l'illuminazione di Nichiren) e congiungendo le mani nella postura di saluto detta gassho (facoltativamente tenendo in mano uno juzu), la pratica principale dei buddisti Nichiren. Myoho renge kyo è propriamente il titolo del sutra, Nam simboleggia l'omaggio; la parola ren significa appunto loto, che in giapponese si traduce anche con hokke, da cui deriva il nome della scuola di Nichiren. Il daimoku ha secondo Nichiren il potere di migliorare il karma e la vita quotidiana del fedele, concendendogli benefici, virtù e meriti, e risvegliando così la sua natura di Buddha.

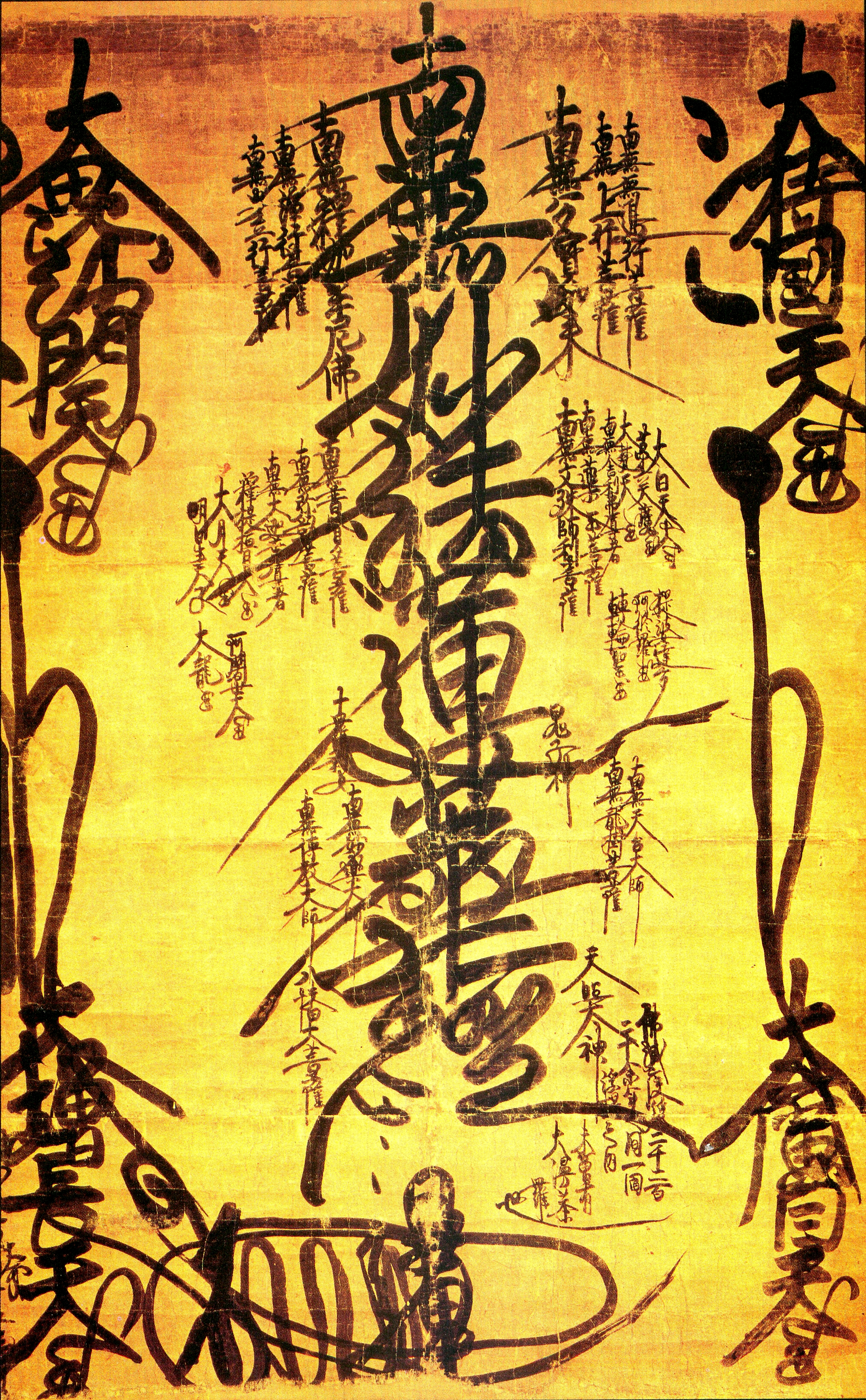
Ultimo gohonzon dipinto personalmente da Nichiren nel 1282, base per le copie utilizzate abitualmente dalla Nichiren-shu, conservate nei templi, consegnate ai fedeli o talvolta anche vendute

Il vero significato del Gohonzon è quello di “Oggetto di culto per osservare la propria mente” (kanjin no honzon): definizione che equivale a quella di “Oggetto di culto della fede”. Il Gohonzon di Nichiren Daishonin, secondo l'interpretazione della Soka Gakkai, non solo è il punto di riferimento “esterno” della fede, ma la stessa vita “diviene” il Gohonzon quando si crede in esso e si recita Nam-myoho-renge-kyo. A tale proposito Nichiren scrive: «Non cercare mai questo Gohonzon al di fuori di te. Il Gohonzon esiste solo nella carne mortale di noi persone comuni che abbracciamo il Sutra del Loto e recitiamo Nam-myoho-renge-kyo». In sintesi il Gohonzon rappresenta in questo caso l'elemento principale per l'ottenimento dell'illuminazione.
Il primo gohonzon fu inciso da Nichiren stesso, e riporta il daimoku circondato dal nome di Śākyamuni, quello di Viśiṣṭacāritra e di altri buddha e bodhisattva che compaiono nel sutra del Loto (es. Avalokiteśvara/Kannon, Mañjuśrī, Maitreya...); contiene anche diversi nomi della tradizione buddista Tendai, quelli di alcuni kami (神) shintoisti (come Hachiman - il dio della guerra considerato da Nichiren un bodhisattva allievo del Buddha e un protettore del dharma nonché, in un altro gosho, un'emanazione dello stesso Shakyamuni - da lui invocato e rimproverato più volte perché rispettasse il suo voto di proteggere il Giappone all'epoca a rischio di invasione mongola e i devoti e l'inviato del Sutra del Loto, ossia Nichiren stesso, dalla persecuzione religiosa dello shōgun e del reggente Hojo, o alcune divinità legate al Sole e alla Luna), di tutti i personaggi nominati nel sutra e di arhat della tradizione buddista; tutti questi protettori del mandala sono detti shoten zenji.
Il gohonzon ufficiale viene custodito nei templi o, per quello personale (pratica di tutte le scuole Nichiren), in un altare chiuso nelle case dei fedeli, detto butsudan, assieme a statue del Buddha Shakyamuni, di Nichiren, di Tahō nyorai (Buddha "Molti Gioielli" citato nel sutra del Loto), a volte dei quattro bodhisattva principali del sutra del Loto (Viśiṣṭacāritra/Jōgyō, Muhengyō, Jyōgyō, Anryūgyō) e oggetti rituali. La Nichiren shu si riferisce alla pratica rituale di invocazioni, gongyo e recitazione di Nam(u) myoho renge kyo (nella Shu detto sempre Odaimoku) col nome di Otsutome.

Nichiren Shoshu e Soka Gakkai vietano di fotografare e riprodurre gohonzon e di consegnarli senza cerimonia di consegna da parte dei monaci o dei capigruppo (detta "apertura degli occhi"); la prima ha autorizzato un'unica foto del Dai Gohonzon nel 1917; la Nichiren-shu autorizza la fotografia a fini illustrativi e la diffusione massima dei gohonzon, mentre praticanti in proprio e gruppi indipendenti contrari al settarismo (American Nichiren Buddhist Independent Movement) diffondono anche le immagini dei gohonzon anche nei propri siti internet per chi desideri praticare su di essi, sostenendo che Nichiren inscrisse il primo gohonzon a beneficio dell'umanità intera e non solo dei seguaci. Inoltre nelle sue lettere spesso descrisse come realizzare gohonzon a beneficio dei praticanti o ne dipinse di personalizzati per i fedeli, i quali li portavano anche in apposite borse al collo; essendo la pergamena un "riassunto" del sutra del Loto, la sua riproduzione e stampa (vietata invece dalla Soka Gakkai) sarebbe autorizzata secondo alcuni dallo stesso sutra come atto meritevole: 
(Sutra del Loto: XVII capitolo)
Il tempio tradizionale della scuola Nichiren si compone di un Hondō, santuario principale che custodisce il Gohonzon in forma calligrafica e tridimensionale, statua di Nichiren con rappresentazioni alle sue spalle dei Buddha Sakyamuni e Taho Nyorai, uno Shakaden (sala dedicata al Buddha Sakyamuni), un Soshidō (tempio dedicato a Nichiren), un Kyakuden (sala per il ricevimento dei credenti e degli ospiti), nonché giardini per meditazione, sale per lo studio e alloggi dei monaci residenti. La Nichiren-shu italiana svolge anche pratiche in diretta video, utilizzando i nuovi mezzi di comunicazione.
Le pratiche osservate nella Nichiren-shu verso il Sutra del Loto sono così elencate tradizionalmente:
- ricevere e propagare il Sutra sia mentalmente sia fisicamente
- leggere il Sutra in silenzio
- leggere il Sutra oralmente
- spiegare il Sutra ad altri
- ricopiare il Sutra come atto di devozione

### Terra Pura del Buddha Shakyamuni
Il Triplice Mondo dove viviamo (mondo di sahā) è ritenuto costituente la Terra Pura immanente del Buddha Shakyamuni, ma visibile solo ai bodhisattva. Se durante la vita Nichiren aveva parlato di raggiungimento della buddhità nell'esistenza, sul finire della sua vita capì che bisognava approfondire l'aspetto ultraterreno, fondamentale ad esempio nell'amidismo. Riprese così, in maniera complementare, la dottrina Tendai della Terra Pura trascendente come luogo di passaggio in attesa della rinascita o di raggiungimento del nirvana dopo la morte: essa è rappresentata simbolicamente dal Picco dell'Aquila o Picco dell'Avvoltoio (dal nome del monte indiano Gṛdhrakūṭaparvata dove il Buddha predicò il sutra del Loto), che diviene la Terra Pura del Ryozen jodo, letteralmente "Terra Pura della Montagna dello Spirito" - dove il Buddha Shakyamuni in persona risiede e accoglie i discepoli fedeli che lì possono rinascere nella successiva esistenza.

### Rapporti con altre scuole e proselitismo
Della scuola Tendai, il buddismo Nichiren rigettò la pratica meditativa dello shikan, in quanto ritenuta inadatta nell'epoca attuale denominata mappō (末法), le pratiche esoteriche (密教 mikkyō) del taimitsu (台密), ritenute non conformi alle dottrine originali, e la pratica del nembutsu (念佛, recitazione del nome di Buddha Amitābha/Amida Butsu, ossia il mantra Nam Amida Butsu) quest'ultima sostituita dal daimoku (題目, letteralmente "titolo", ma riferito a letteratura sacra come i sūtra, giapp. 経 kyō) ovvero dalla recitazione del titolo giapponese del Sutra del Loto, Nam myōhō renge kyō.
In particolare furono molto note le critiche di Nichiren - uso a esprimersi anche con molta durezza verbale al fine di convertire i rivali - alle altre principali scuole buddiste giapponesi dell'epoca, riportate nel Risshō Ankoku Ron e nelle sue lettere (gosho), ed esse vertevano:
- nei confronti dello Jōdo-shū (scuola della Terra Pura occidentale) per l'aver posto il Buddha Amitābha (阿彌陀佛, Amida Butsu, buddha cosmico e del passato remoto, ritenuto da Nichiren un Buddha dell'insegnamento provvisorio) in un ruolo di preminenza rispetto al Buddha Śākyamuni  (釋迦牟尼佛, Shakamuni Butsu) e quindi nell'aver mutato la scala valoriale dello stesso buddismo, preferendo i sutra della Terra Pura al sutra del Loto;
- nei confronti del buddismo Zen per aver questa scuola dimenticato il ruolo dei sutra, delle scritture buddiste e, in particolar modo, del Sutra del Loto (con l'eccezione di Dogen il quale afferma il ruolo importante del sutra); la critica era rivolta specialmente agli ambienti zen più iconoclasti che proponevano di bruciare i sutra;
- nei confronti dello Shingon per aver fatto prevalere gli insegnamenti esoterici  (密教 mikkyō) del Vajrayāna di origine cinese-tibetana rispetto alle scritture originali dell'insegnamento "completo" del Buddha Śākyamuni ovvero al Sutra del Loto;
- nei confronti della scuola Tendai, per aver accolto, sul suolo giapponese, gli insegnamenti esoterici (mikkyō, denominati nel Tendai come 台密 taimitsu) propri anche dello Shingon, abbandonando l'insegnamento genuino della Tian'tai basato sui sutra Mahayana.

Il confronto più acceso (tra le critiche mosse a Nichiren quella di essere intollerante e di essere in contrasto con il capitolo XIV del sutra), che generò scontri armati e la persecuzione fino al rischio della vita dello stesso Nichiren (condannato, graziato ed esiliato per aver messo in relazione le calamità naturali con la miscredenza del governo; Nichiren racconta del fenomeno celeste che gli permise di salvarsi in un gosho), fu con i monaci amidisti dello Jodo-shu e la loro pratica del Nembutsu (invocazione ad Amitabha), che aveva ampio seguito tra i governanti ma era considerata da Nichiren un'eresia, in quanto non incentrata sul Buddha Shakyamuni, e non riportata nel Sutra del Loto.
Molti discepoli dell'amidismo avevano modificato le statue di Shakyamuni, pratica denunciata dal monaco, e alcuni seguaci di Nichiren fecero poi il contrario, o arrivarono a distruggere le statue e le immagini dei templi rivali, nonostante Nichiren non avesse prescritto ciò, concentrandosi sulla preminenza del sutra del Loto e del gohonzon piuttosto che sull'aspetto esteriore delle statue. Il monaco aveva subito anche un attentato alla sua vita da parte di seguaci laici della Jodo-shu, che il 27 agosto 1260 incendiarono la capanna dove viveva. Altri scontri si ebbero con i templi Tendai, che consideravano pericoloso lo scisma apportato dai Nichiren alla loro scuola.

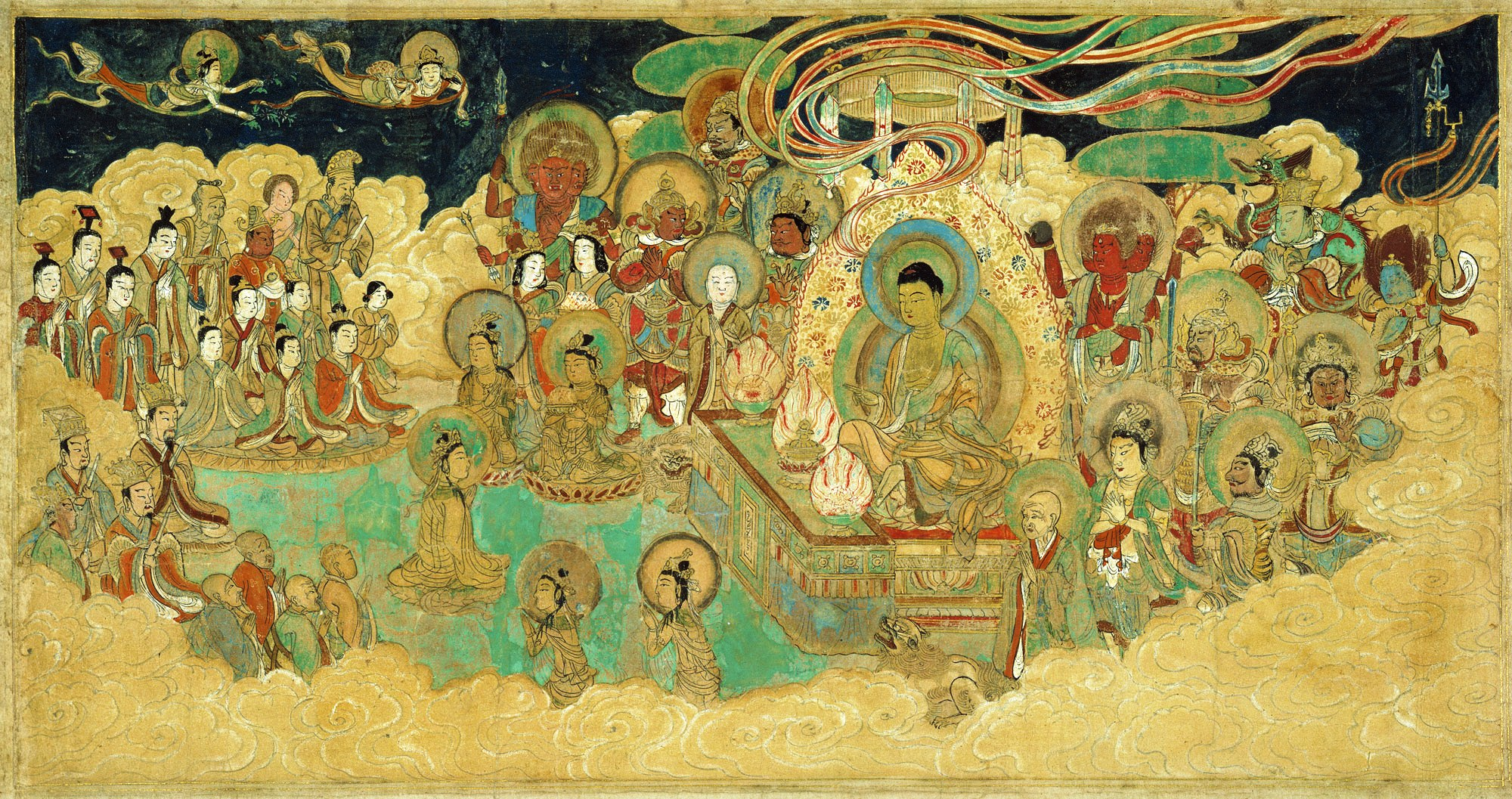
L'assemblea dei monaci, con al centro il Buddha Shakyamuni descritta nel Sutra del Loto con la partecipazione dei bodhisattva e dei membri dellaṣṭasenā, raffigurata in un dipinto giapponese del XIII secolo conservato al Metropolitan Museum of Art di New York.

Oltre ai tre veicoli (Hinayana, Mahayana, Vajarayana), si parla anche, nel sutra del Loto, delle tre vie all'illuminazione: la via degli śrāvaka o uditori (che divengono arhat), la via dei pratyekabuddha o buddha solitari e infine la via del bodhisattva/samyaksaṃbuddha; nel sutra il Buddha Shakyamuni rivela che non vi è differenza, sono solo espedienti per indicare l'unica via, il buddhaekayāna, o via per illuminazione dei buddha, detta anche grande illuminazione (mahābodhi) o illuminazione perfetta (anuttarā-samyak-saṃbodhi). Il Mahayana indica come tale l'unione dei vari veicoli, mentre nella specificità Nichiren il "vero buddismo" è rappresentato dal sutra del Loto stesso, ritenuto il centro e il fondamento del buddhadharma. Tale buddhekayana viene spiegato ai soli bodhisattva, ma con il sutra del Loto, Shakyamuni ha voluto esporlo a tutti.
Questa affermazione di rappresentare l'insegnamento fondamentale e vero, esplicitato in maniera più evidente nei rapporti con altre tipologie di buddismo, è stato spesso causa di numerose controversie e scontri religiosi tra i buddisti Nichiren e le altre scuole giapponesi. Il buddhsta Nichiren spesso assume inoltre come dovere personale la diffusione attiva del dharma secondo l'interpretazione della scuola: infatti la via del Bodhisattva è intesa da Nichiren in due aspetti reciprocamente integrati: la “pratica per sé” (daimoku e gongyo) e “la pratica per gli altri” o shakubuku; per shakubuku (in giapponese "confutare") viene oggi inteso il parlare agli altri di come la pratica buddista Nichiren ha avuto degli effetti positivi nella propria vita per convincerli ad aderire; all'epoca di Nichiren esso consisteva in una predicazione anche aggressiva per combattere la malvagità altrui e gli insegnamenti "provvisori" delle scuole rivali, contrapposta alla predicazione più morbida (shoju, in cui si cerca di persuadere senza mettere in discussione le convinzioni altrui), per tempi e luoghi privi di nemici potenti. Questi due modi di argomentare vengono usati per convincere gli interlocutori della bontà delle proprie posizioni. Nichiren sostenne che vi sono tempi adatti all'Hinayana, altri alle dottrine Mahayana "provvisorie" e allo shoju, altri al "vero dharma" e allo shakubuku.

### Le tre leggi segrete, i tre gioielli e le tre prove
Le Tre grandi Leggi segrete (Sandai-Hiho) sono: l’Oggetto di culto (gohonzon) dell'insegnamento originale, il Daimoku dell'insegnamento originale e il santuario dell'insegnamento originale (butsudan). 
Il termine segrete non significa "esoteriche", ma nascoste nel Sutra del Loto (i seguaci di Nichiren credono che lui le rivelò per primo). Le Tre grandi Leggi segrete corrispondono e sono l'equivalente dei tre cardini del buddismo: precetti (sila), meditazione (samādhi), saggezza (prajñā ): il gohonzon corrisponde alla meditazione, il santuario ai precetti, il daimoku alla saggezza.
I tre gioielli (Buddha, Dharma, Sangha), sono costituiti, nel buddismo di Nichiren, rispettivamente dal Buddha eterno Shakyamuni, dal Sutra del Loto e da Nichiren con i suoi monaci e seguaci.
Per le tre prove si intendono tre verifiche della validità della pratica e della scuola: la prova documentaria, ossia se l'insegnamento sia in accordo con i sutra del Buddha (specialmente il sutra del Loto) e i gosho di Nichiren; la prova teorica, cioè se gli insegnamenti sono compatibili con la ragione e il senso comune, fino a dove essi possano giungere; la prova concreta, ovvero verificare su sé stessi e gli altri gli effetti della pratica, avvertendo intimamente il cambiamento in sé dovuto al risveglio della natura di Buddha, o vedendolo attorno a sé nei miglioramenti del mondo.
(Nichiren, Gosho "La preghiera dei tre preti per la pioggia")
 Secondo le biografie antiche di Nichiren egli manifestò anche i poteri del Buddha o del bodhisattva come prova. Egli distingue quattro poteri (del Buddha e della Legge, legati al gohonzon, della fede e della pratica, propri dell'essere umano), i quali permettono, se si ha fede nel daimoku e nel gohonzon, di realizzare l'illuminazione nella vita quotidiana.

### La dottrina dei tremila mondi
(Nichiren)

I dieci mondi (equivalenti Mahayana dei sei mondi di esistenza del Theravada) sono stati mentali insiti in ogni possibile momento dell'esistenza degli esseri senzienti nel mondo degli uomini (senza costituire luoghi fuori dal mondo degli uomini). La dottrina dei "Dieci mondi" differisce sostanzialmente da quella dei "Sei destini" non solo per il numero e le classi dei "regni" descritti (dieci e sei) quanto piuttosto nel fatto che la prima considera coesistenti in un medesimo mondo gli altri nove (e quindi presenti nella medesima vita di un individuo), mentre la seconda pur trattando degli esseri che passano da una condizione di esistenza all'altra lo fa nel senso della rinascita degli stessi; nel Mahayana (specie nelle scuole di derivazione Chán e Tendai) tale rinascita solitamente è ritenuta avvenire in unico mondo fisico. I dieci mondi sono: "Inferno" (sanscrito naraka; cinese 地獄 dìyù; giapponese jigoku); "Spiriti affamati" (sanscrito preta; cinese 餓鬼 èguǐ; giapponese gaki); "Animalità" (sanscrito: tiryagyoni; cinese: 畜生 chùshēng; giapponese: chikushō); "Asura" (sanscrito; cinese 阿修羅 āxiūluó; giapponese ashura): stato di ira, dove l'istinto animale del mondo precedente è controllato e finalizzato da attività egoistiche privo di interesse nei confronti dell'altro da sé; "Umanità" (sanscrito  manuṣya; cinese 人間 rénjiān; giapponese ningen); "Divinità" (sanscrito deva; cinese: 天上  tiānshàng; giapponese tenjō); "Śrāvaka" (sanscrito; cinese: 聲聞 shēngwèn; giapponese shōmon): ascoltatori del Dharma, arhat; "Pratyekabuddha" (sanscrito; cinese 緣覺 yuánjué, giapp. engaku): Buddha da sé; "Bodhisattva" (sanscrito; cinese 菩薩 púsà, giapp. bosatsu); "Buddha" (cinese 佛 fó o fotuo, giapp. butsu o butsuda). Nella concezione di Nichiren essi possono anche coesistere in un istante, fino ai tremila mondi in ogni singolo momento dell'esistenza (ichinen sanzen).
(Nichiren)
Tramite la pratica del daimoku si possono cancellare anche le colpe pesanti (Nichiren stesso afferma di averne accumulate nelle sue vite precedenti), anche quelle peggiori, che conducono tramite il karma a rinascite lunghe anche dei kalpa negli "inferni" buddisti (naraka).

### Etica
Il buddismo Nichiren accetta i precetti buddisti (shila, giapponese kai), come le sei pāramitā, i precetti del Bodhisattva (cfr. voto del Bodhisattva e Quattro Voti del Bodhisattva), in un'ottica particolare, ad esempio nella scuola Nichiren è sufficiente abbracciare il daimoku per perseguire la via del bodhisattva senza la pronuncia solenne dei voti. Essi sono visti come l’impulso originale della vita a soccorrere gli altri, che la pratica consente di ricordare e approfondire. Come altre scuole Mahayana, si segnala per un approccio più flessibile alle regole del vinaya (giapponese ritsu) e dei kai (ad esempio l'astensione dalle bevande alcoliche per i laici è letta come astensione dall'ubriachezza più che dalle bevande in sé, e anche il precetto del vegetarianismo delle scuole Mahayana è più elastico, e riservato ai monaci). 

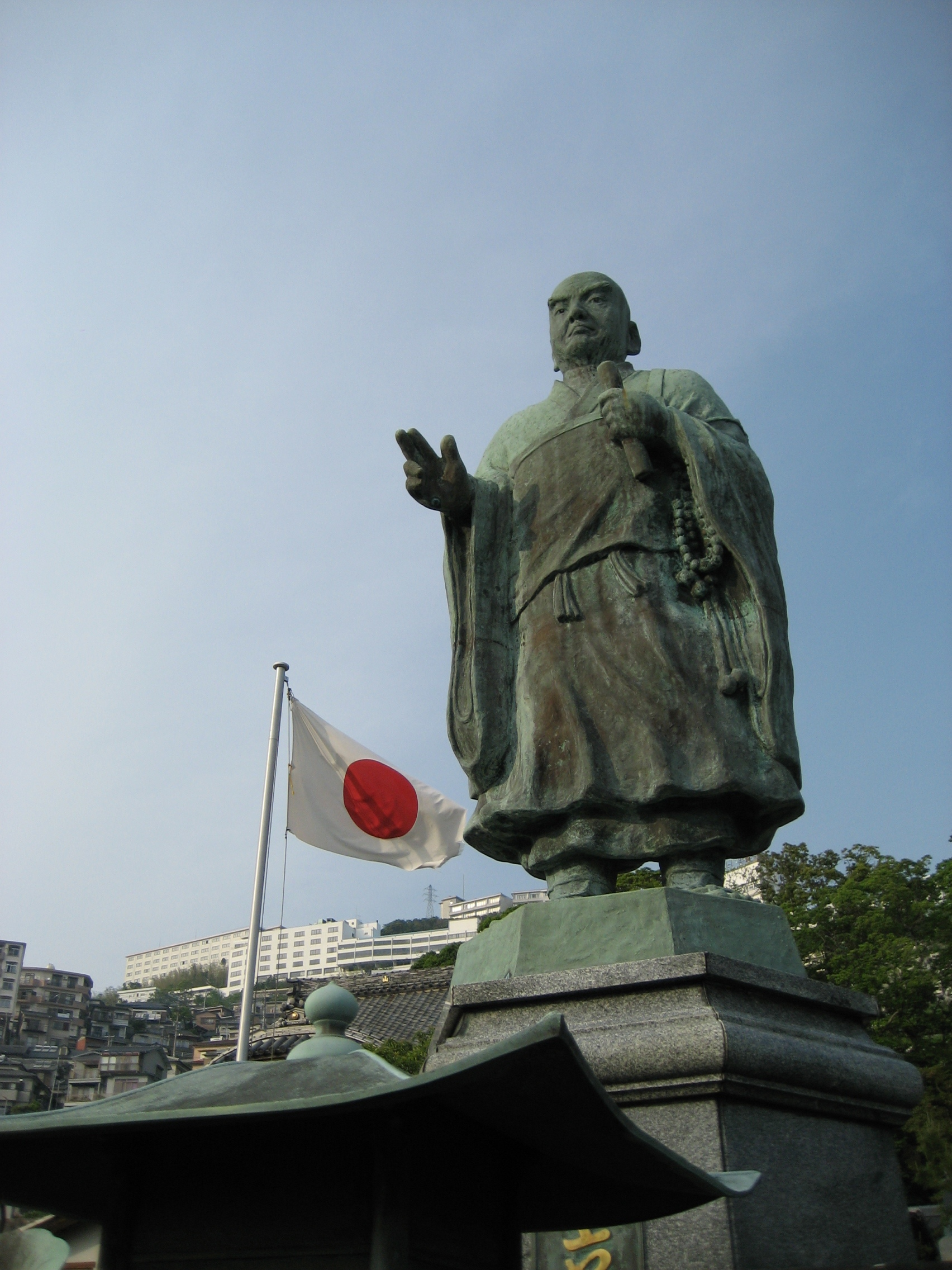
Statua di Nichiren posta a Nagasaki

Le numerose regole in vigore anche nel Mahayana furono sostituite dal “precetto del calice di diamante” (kongo-oki-kai in giapponese): osservando il sutra del Loto, che contiene i meriti dei Buddha passati e delle loro pratiche ascetiche ed etiche, nessuna trasgressione alla regola può scalfirlo ed esso riemerge con la pratica, che spontaneamente porta ad evitare comportamenti vietati o autodistruttivi.
(Nichiren, L'insegnamento, la pratica e la prova)
(Nichiren)
Oltre alla pratica, sono raccomandate la disposizione alla compassione (jihi per tutti gli esseri) e alla bodhicitta, da raggiungere anche attraverso la diffusione massima della dottrina secondo il principio di kosen rufu, inteso come «pace e la prosperità del mondo secolare raggiunte attraverso la diffusione dell'insegnamento corretto del Buddha».
Col termine nichirenismo si indicò l'ideologia nazionalista di molti buddisti Nichiren specie tra il periodo Meiji e la seconda guerra mondiale, anche se vi sono correnti che difendono il valore della pace e ostili al militarismo che fu propugnato in sincretismo con lo shintoismo imperiale (ad esempio l'ideologia dei fondatori della Soka Gakkai, Tsunesaburō Makiguchi e Jōsei Toda era contraria all'ideologia dominante nel Giappone dell'epoca, propugnante l'unificazione di tutte le scuole sotto lo shintoismo in sostegno morale allo sforzo bellico). Modernamente, i buddhsti Nichiren sostengono solitamente la nonviolenza e la pace, almeno questa è la posizione ufficiale di gruppi come la Soka Gakkai.

Secondo Nichiren, influenzato anche dallo shintoismo, ogni aspetto della vita è sacro, e in accordo con le dottrine Mahayana, non esistono confini veri tra saṃsāra e nirvana, si tratta solo di un espediente retorico espositivo usato dal Buddha. Anche gli stessi desideri terreni, oggetto di cui liberarsi secondo il buddismo dei Nikāya e la dottrina delle quattro nobili verità, come in altre scuole Mahayana possono essere usati a scopo benefico per ottenere la bodhi e risvegliare la natura di Buddha presente in ogni essere senziente (衆生 shūjō) giungendo alla buddhità: 
(Nichiren Daishonin, La Legge originale di Myoho-renge-kyo)
Questo insegnamento è sintetizzato con la frase "i desideri terreni sono illuminazione", in giapponese bonno soku bodai, per cui, attraverso il daimoku - ponendo l'obiettivo nel qui e ora come nello zen e nel Tendai - i desideri e le illusioni (visti con connotazione negativa nel buddismo hīnayāna derivato dalla cultura indiana) diventano hoben, mezzi abili ed espedienti usati dal Buddha per insegnare a conseguire l'illuminazione a tutti gli esseri in tempo minore, in stile Mahayana e secondo quanto dichiarato nel Sutra del Loto. Moralmente, come altri buddisti, anche i Nichiren sono contrari all'aborto, anche se la Soka Gakkai lascia libertà di coscienza; la Soka Gakkai è contraria alla pena di morte e favorevole a una libera scelta di suicidio ed eutanasia in casi di grave malattia, e ai diritti degli omosessuali; la morale sessuale raccomandata per i laici, odiernamente, non condanna il sesso non procreativo ed extramatrimoniale ma esprime preferenza per la monogamia e la fedeltà contro una sessualità promiscua, promuove il rispetto della donna, ribadisce i divieti dei precetti buddisti tradizionali (incesto, stupro, zoofilia), afferma la sincerità assoluta nel rapporto di coppia. L'insegnamento di Nichiren è comunque da alcuni considerato rivoluzionario e "progressista", dato che egli fu il primo pensatore giapponese a dichiarare che le donne potessero ottenere la piena illuminazione, e la pari dignità sociale delle donne praticanti, discussa da secoli nel buddismo (in Giappone le donne erano tradizionalmente tenute invece all'obbedienza verso padri, mariti e figli maggiori). La Soka Gakkai riporta che Nichiren attribuì il titolo di Shonin (santa) a numerose sue discepole.

### Gli ostacoli
Non tutti i desideri sono positivi: i desideri negativi, gli impedimenti e gli impulsi che invece distraggono dalla pratica sono invece chiamati come i demoni della tradizione buddista, visti da alcuni come entità spirituali da altri come simboli della fragilità del meditatore (essi sono presenti anche nel gohonzon in quanto si sottomettono al Buddha Shakyamuni, alcuni diventano perfino suoi seguaci e fanno voto, nel sutra del Loto, di proteggere il sutra stesso e i fedeli del Buddha, allo stesso modo è presente il traditore Devadatta); Nichiren afferma che il "demone del sesto cielo" (Tenji-ma, o Māra, il dio che cercò di distogliere il Buddha dal risveglio) è il loro capo: «Quando la pratica progredisce e aumenta la conoscenza, i tre ostacoli e i quattro demoni emergono, facendo a gara per interferire. Non dovete farvi influenzare né spaventare da loro. Se vi fate influenzare, sarete trascinati nei cattivi sentieri. Se vi fate spaventare, vi sarà impedito di praticare il vero Buddismo ( [...] ) quando incontra qualcuno che ha rivolto il suo cuore al bene, cerca di ostacolarlo (...) L'oscurità fondamentale si manifesta come Re demone del sesto cielo»; metaforicamente è rappresentato come un re con dieci eserciti, e simboleggia i pensieri e le azioni negative, gli eccessi, il disprezzo, la voglia di dominare gli altri, l'attaccamento eccessivo al piacere, la voglia di accumulare ricchezza, le persecuzioni e i tre veleni della mente (ignoranza, avidità e odio/rabbia). I quattro demoni sono raffigurazione di impedimenti: impedimento dovuto ai cinque aggregati; impedimento dovuto alle illusioni e ai desideri; impedimento della morte, poiché la propria morte prematura impedisce la pratica, oppure la morte di un altro praticante provoca dubbi nel praticante; l'impedimento del re demone del sesto cielo.
(Daisaku Ikeda, Commento al gosho "La grande battaglia")
La più temibile manifestazione di quest'ultimo impedimento è però rappresentata e personificata dalla persecuzione da parte di autorità, famigliari o altri, che diventano nemici del devoto. Per i tre potenti nemici, Nichiren intende appunto tre tipi di esseri umani che perseguitano per ignoranza o motivi di interesse coloro che propagano il Sutra del Loto, come descritti nel sutra stesso e raggruppati in: laici che ignorano il vero buddismo e parlano male dei devoti del Sutra del Loto, attaccandoli con spade e bastoni; preti arroganti e astuti che calunniano i devoti; preti rispettati che, per timore di perdere potere, inducono le autorità a perseguitare i devoti, come il Buddha fu perseguitato e osteggiato anche nelle sue vite precedenti da numerosi religiosi (capitolo XX del sutra del Loto); ma come i suoi persecutori furono puniti con la retribuzione karmica, il Buddha e Nichiren predicono che anche i persecutori dei seguaci futuri del sutra subiranno la stessa sorte.
Infine, con l'espressione hendoku iyaku ("trasformare i veleni in medicina", ripresa da Nāgārjuna) Nichiren indica la trasformazione delle esperienze negative in positive.

## Le denominazioni e le varie scuole
Esistono 46 denominazioni scolastiche che si rifanno all'insegnamento di Nichiren; di seguito l'elenco di alcune, tra parentesi il tempio (o la sede centrale) di riferimento:
- Nichiren Shōshū (Taiseki-ji)
- Nichiren-shū (Minobusan Kuon-ji)
- Honmon Butsuryū-shū
- Nichirenhonshu (Yobo-ji)
- Hokkeshinshu (Sohonin)
- Hokkenichirenshu (Horyu-ji)
- Nipponzanmyohoji (Nipponzan myoho-ji)
- Shobohokkeshu (Daikyo-ji)
- Soka Gakkai (Tokyo), scuola laica separatasi dalla Nichiren Shoshu con lo scisma del 1991

### Nichiren-shu (日莲宗)

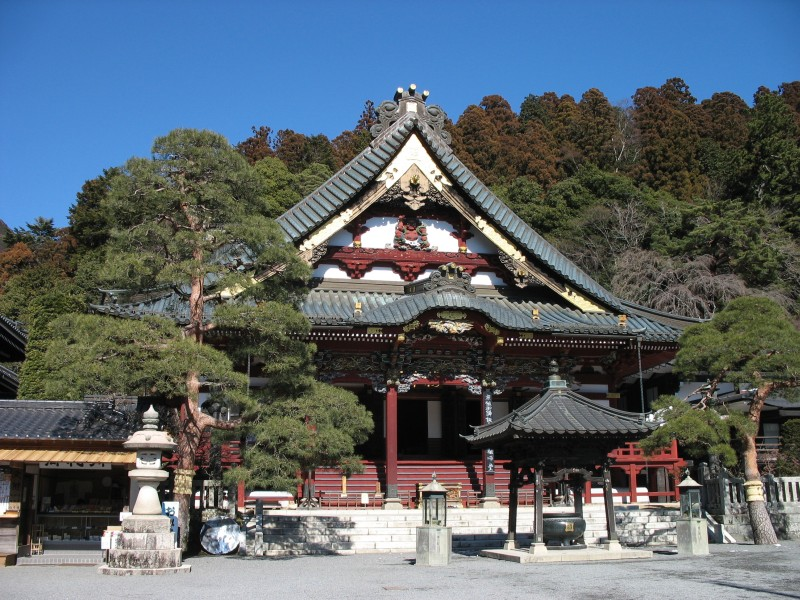
Il tempio buddista di scuola Nichiren shū, Kuon-ji sul Monte Minobu nella prefettura di Yamanashi

La Nichiren Shu pone Nichiren in una posizione elevata, come il messaggero dell'Eterno Buddha Shakyamuni Buddha o originale, ma non lo considera più importante di Shakyamuni. L'originale Buddha occupa il ruolo centrale nella Nichiren Shu. Nichiren - denominato Nichiren Daishonin ("Nichiren Grande Maestro"), è il profeta che ha rifocalizzato l'attenzione su Shakyamuni tanto da rimproverare alle altre scuole buddiste di enfatizzare altri buddha o pratiche esoteriche o di trascurare il Sutra del Loto. Il Sutra del Loto è fondamentale nello studio e nella pratica, e gli scritti di Nichiren, i cosiddetti Gosho (御书) o Goibun (御遗文) sono visti come commenti o guide alle dottrine del buddismo. Essi comprendono i cinque maggiori scritti di Nichiren in cui egli stabilisce la dottrina, le credenze e la pratica, così come in molte altre lettere pastorali scritte ai suoi seguaci. Nichiren ha scritto spesso, e i lettori possono verificare o correggere la loro comprensione delle dottrine del Buddismo di Nichiren attraverso le sue opere superstiti. A differenza della Nichiren Shoshu, la Nichiren Shu è molto più selettiva sui Gosho da considerare autentici. Molti Gosho che sono accettati dalla Nichiren Shoshu non sono accettati come autentici dalla Nichiren Shu in quanto gli studiosi non sono stati in grado di garantirne l'autenticità. Questo non significa che questi Gosho o le presunte trasmissioni orali (come il Kuden Ongi) vengono respinte, ma significa che essi sono visti come secondari ai materiali autenticati e si precisa che, mentre essi potrebbero avere un valore pastorale, non possono essere definitivamente ritenuti un insegnamento di Nichiren.
Dall'originale Nichiren-shu, praticante gli insegnamenti dottrinali originari, si sono scisse le altre diverse scuole, a loro volta ritenenti di praticare il vero insegnamento di Nichiren.
Presso il tempio principale sul monte Minobu è presente la tomba di Nichiren, dove sono conservate le sue ceneri, considerato un luogo sacro dai fedeli.

### Scuola Nichiren Shō (日蓮正宗,Nichiren Shōshū)

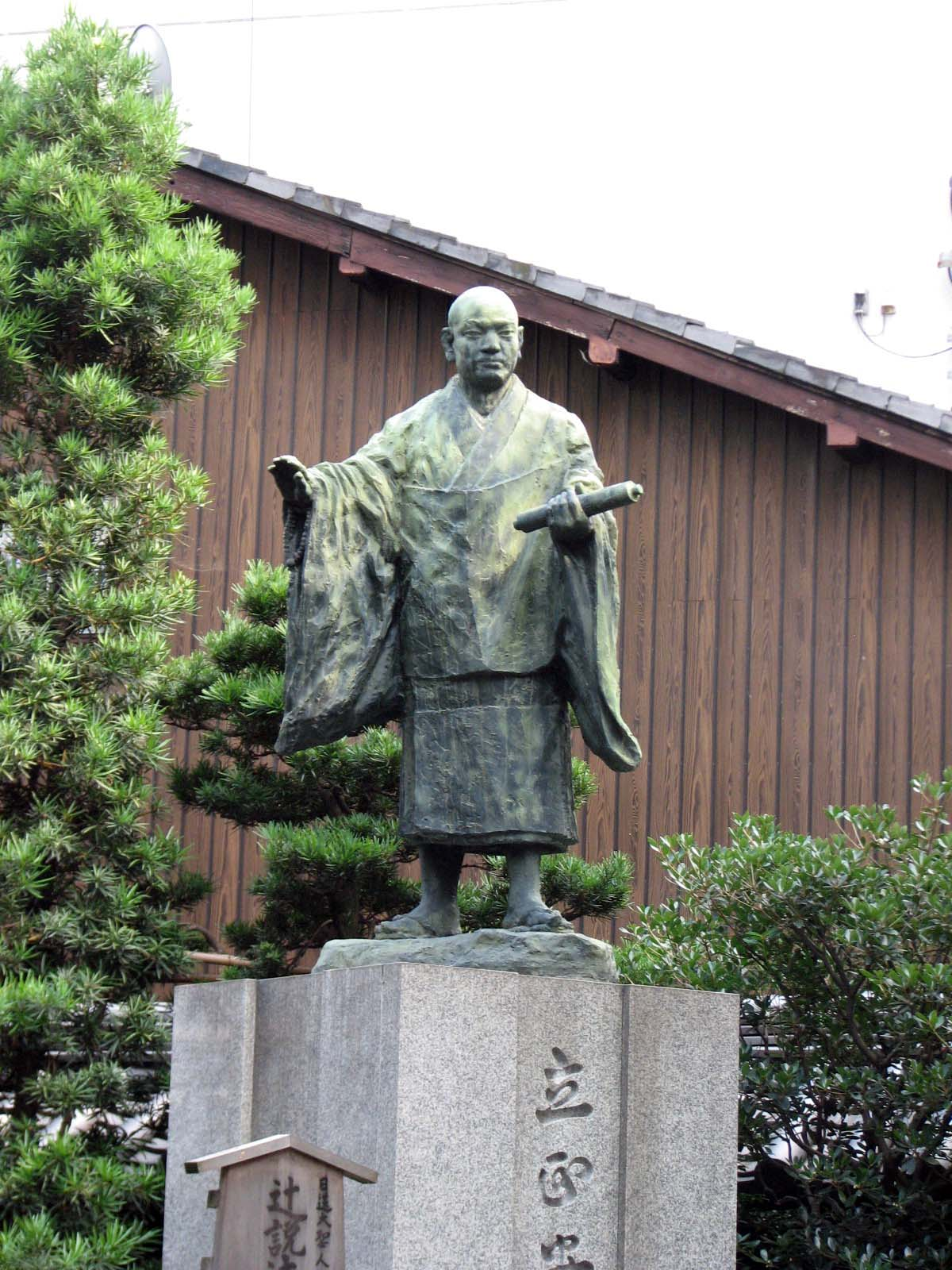
La statua di Nichiren Shōshū, situata all'esterno del tempio Honnō-ji a Teramachi, distretto di Kyoto

La prima divisione all'interno delle scuole del buddismo Nichiren nasce pochi anni dopo la morte del fondatore. Prima di morire, Nichiren affidò a sei dei suoi discepoli anziani il compito di organizzare la diffusione della sua dottrina e quello di curare il tempio Kuon-ji (久遠寺) da lui fondato sul monte Minobu nella provincia di Kai.
Le turbolenze politiche e militari del Giappone alla fine del XIII secolo non consentivano la presenza costante e contemporanea nel tempio Kuon-ji da parte di questi sei discepoli: Nikkō (日興, 1246-1333), Nikō (日向1253-1314), Nichirō (日朗, 1245-1320), Nisshō (日昭, 1221-1323), Nichiji (日持, 1250-?) e Nitchō (日頂, 1252-1317). Così Nikkō, riuscendo invece a garantire una presenza costante nel monastero Kuon-ji ricoprì, a partire dal 1285, il ruolo di abate. Dopo qualche anno venne raggiunto da Nikō, che ottenne di diventare responsabile della formazione dei monaci, finché non ebbe con lui un duro scontro dottrinale relativo alla condotta di un importante devoto laico della scuola, Hakiri Sanenaga (波木井実長, 1222–97), signore della parte meridionale dell'attuale provincia di Kai, dove aveva sede il monastero Kuon-ji. Sanenaga aveva infatti reso omaggio ai Kami (神, gli dèi scintoisti) violando, secondo Nikkō ma non secondo Nikō, l'insegnamento del maestro Nichiren.
Perso nel 1289 il controllo del monastero Kuon-ji, Nikkō si trasferì in un altro monastero, il Taiseki-ji (大石寺), situato alle pendici del Fuji portando con sé il Dai Gohonzon (禦 本尊), una tavola lignea su cui, il 12 ottobre del 1279, Nichiren aveva inciso un mandala rappresentante il Dharma, l'universo e la vita in esso contenuta. Su questa separazione dottrinale vertono i due principali rami scolastici Nichiren: il Nichiren-shū che fa riferimento a Nikō e il Nichiren Shōshū che invece fa riferimento a Nikkō.
Il ruolo assegnato alla figura di Nichiren dalla Nichiren Shōshū è quello di Buddha dell'ultimo giorno della Legge, come previsto nel capitolo Juryō (壽量品 Durata della vita del Buddha) XVI capitolo del Sutra del Loto, e quindi di fatto viene venerato al posto del Buddha Śākyamuni.
L'atteggiamento nei confronti delle altre fedi religiose e delle altre confessioni buddiste è di gran lunga più rigido rispetto alla Nichiren-shū, che continua invece nella venerazione del Buddha Śākyamuni ed è decisamente più tollerante e aperta nei confronti delle altre scuole buddiste. Ed è proprio il rapporto con le altre scuole buddiste e il ruolo da assegnare al proprio fondatore Nichiren la linea di discrimine di tutte le successive separazioni scolastiche all'interno del buddismo Nichiren.

### Le principali associazioni laiche
Kokuchūkai (国柱会)

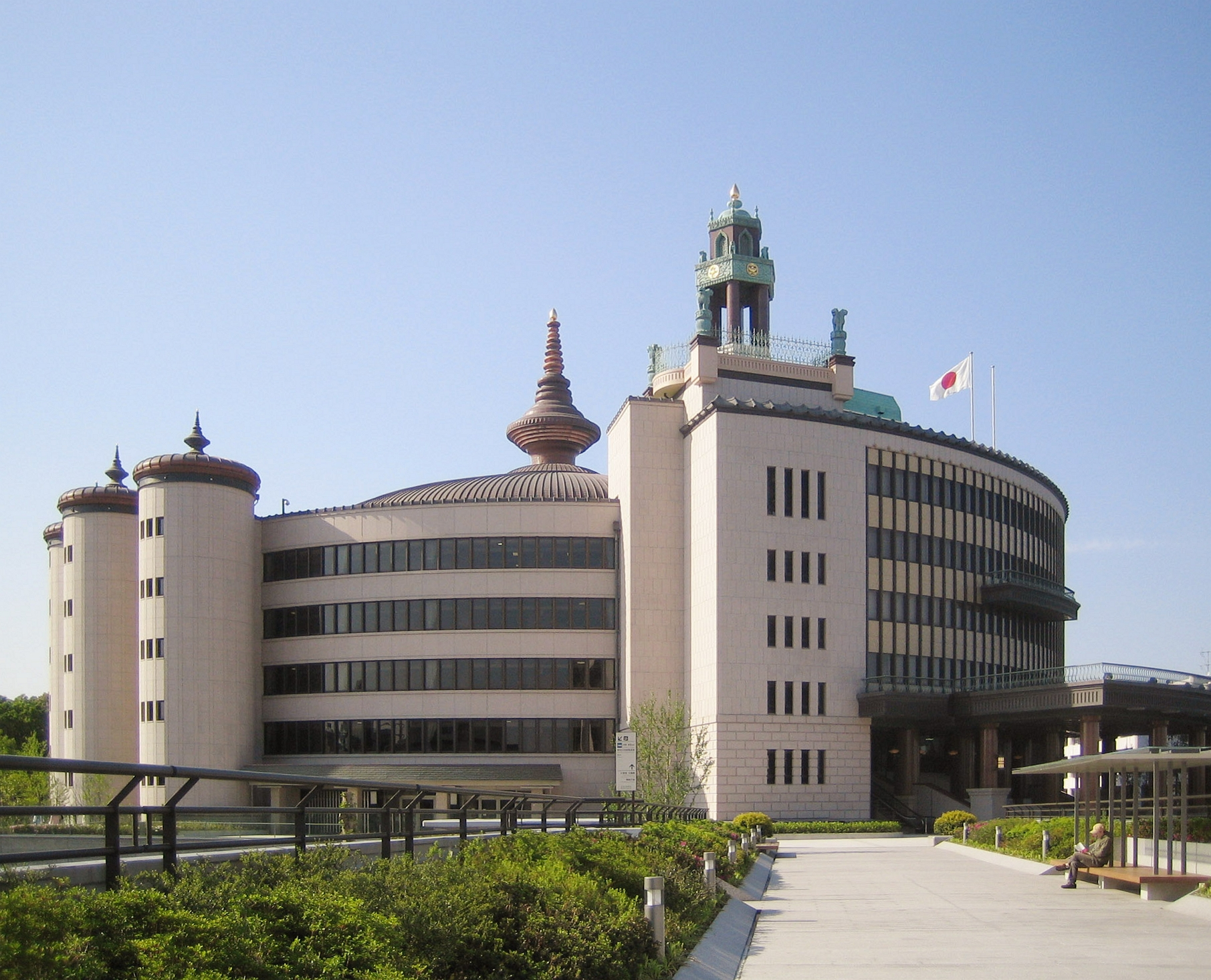
La sede principale della Risshō Kōsei Kai a Tokyo

"Associazione per il sostegno della nazione" fondata nel 1879 da Tanaka Chigaku (田中智學, 1861-1939), un monaco della scuola Nichiren che rinunciò ai voti per fondarla. Tanaka era convinto che il buddismo Nichiren in grave crisi verso la fine del XIX secolo, occorresse di una spinta dall'esterno delle istituzioni monastiche e decise di rivolgersi ai laici ottenendo grande consenso che, tuttavia, scemò al termine della prima guerra mondiale.
Nel 1922 Tanaka ottenne dal governo imperiale il titolo postumo di Risshō Daishi conferito a Nichiren.
Reiyūkai (霊友会)

"Associazione degli amici spirituali" fondata nel 1925 da Kotani Kimi (小谷喜美, 1901–1971) una devota laica del buddismo Nichiren con poteri sciamanici e da suo cognato Kubo Kakutarō (久保角太郎, 1890-1944). La Reiyūkai pratica il daimoku ma afferma di venerare solo il Gohonzon. Celebra il culto degli antenati, riti di divinazione e pratiche di guarigione
(Murano Senchu. Reiyūkai, in Enciclopedia delle religioni vol.10. Milano, Jaca Book, 2006, pag.441)
. Anche 
(Robert S. Ellwood (1987) e Shimazono Susumu (2005). New Religious Movements in Japan, in Encyclopedia of Religion vol.10. NY, Macmillan, 2006, pag. 6574)
. Ha una tendenza fortemente spiritualista.
Risshō Kōsei Kai (立正佼成会)
Importante organizzazione laica fondata nel 1938 da Niwano Nikkyō (庭野日敬, 1906-1999) e dalla sua discepola Naganuma Myokō (長沼妙佼, 1889-1957).
È il movimento di maggior successo nato da una separazione dalla Reiyūkai. Sostiene che l'unico soggetto di venerazione deve essere il Buddha Shakyamuni mentre il Gohonzon va riverito ma non venerato. Combina lo studio dei sutra con pratiche di edificazione morale dei suoi membri, riuniti in sessione di crescita personale (法座, giapp. hōza, cin. fǎzuò, dal sanscrito dharmâsana, luogo dove si discute del Dharma).
Con i suoi circa sei milioni di seguaci e i 239 luoghi di pratica in Giappone, Risshō Kōsei Kai si pone come la seconda associazione laica dopo la Sōka Gakkai. Fuori del Giappone presenta sette centri di pratica ed è in rapporti di collaborazione con la Chiesa cattolica, condividendo importanti iniziative comuni con il Movimento dei focolari fondato da Chiara Lubich.
La Risshō Kōsei Kai è attivamente impegnata nel dialogo interreligioso e il suo precedente presidente, Nikkyō Niwano (庭野日敬, 1906 - 1999), è stato tra i fondatori della World Conference Religions for Peace (WCRP).
Sōka Gakkai (創価学会) e Soka Gakkai International (SGI)

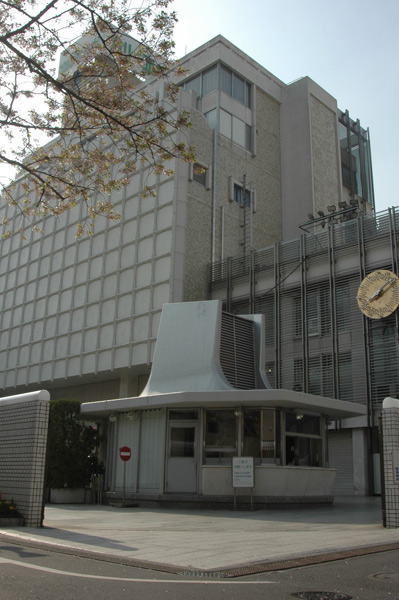
La sede principale della Soka Gakkai a Tokyo

È la più diffusa e discussa associazione laica buddista di scuola Nichiren. Fu fondata da Tsunesaburō Makiguchi (牧口常三郎, 1871-1944) e da Jōsei Toda (戸田城聖, 1900-1958) nel 1930 con il nome Sōka kyōiku gakkai (創価教育学会, Associazione pedagogica per la creazione di valore). Makiguchi svolgeva l'attività di educatore e il suo scopo iniziale era la promozione di nuovi modelli pedagogici fondati sulla responsabilità individuale e sul pragmatismo allo scopo di realizzare le proprie potenzialità sia in ambito spirituale sia materiale. Divenne presto un seguace della scuola Nichiren Shōshū e ritenne di poter applicare le sue convinzioni pedagogiche alle dottrine religiose propugnate da questa scuola. Ostile al militarismo giapponese, allo Shintoismo e al culto dell'imperatore, Makiguchi fu arrestato nel 1943 per essersi rifiutato di rispettare una legge che obbligava i cittadini giapponesi a conservare nelle loro abitazioni dei simboli scintoisti di buon augurio per la nazione. Morì in prigione nel 1944. Dopo la morte di Makiguchi, Tōda, divenutone presidente nel 1950, rilanciò l'associazione cambiandole il nome in Sōka gakkai (創価学会, Associazione per lo sviluppo dei valori).
Dopo la morte di Tōda, che poté assistere direttamente alla grande diffusione per tutto l'arcipelago giapponese della associazione da lui fondata, divenne presidente, nel 1960, Daisaku Ikeda il quale, nel 1975, fondò la Sōka Gakkai internazionale al fine di svolgere un'attività missionaria in tutto il mondo, attività che ha raccolto circa un milione di seguaci non giapponesi.
Nel novembre 1991, preoccupata per il crescente modernismo e occidentalismo (nonché in disputa per questioni dottrinali e di culto) della Soka Gakkai, la Nichiren Shōshū ha condannato apertamente l'associazione, scomunicandone tutti i suoi membri.
Dal punto di vista dottrinale, tuttavia, la Sōka Gakkai si discosta ben poco dalle dottrine diffuse dalla Nichiren shōshū. Nella pratica religiosa di questa associazione, Nichiren secondo alcuni ha infatti sostituito il Buddha Śākyamuni (che pure è figura fondamentale), questo perché il fondatore del buddismo Nichiren viene identificato, come in altre denominazioni del buddismo Nichiren di derivazione Nichiren Shōshū, con il Buddha dell'ultimo giorno della Legge, proclamato nel XVI capitolo del Sutra del Loto dal Buddha Śākyamuni. Come altri seguaci del Sutra del Loto, vedono tutti i Buddha come manifestazioni del Buddha eterno.
La Sōka Gakkai venera il Gohonzon e pratica la recitazione e la venerazione del titolo del Sutra del Loto (Daimoku) e la pratica di Gongyō.

### Diffusione fuori dal Giappone
Circa 21 milioni di buddisti Nichiren vivono fuori dal Giappone (35 milioni vivono nel Paese del Sol Levante, 27 appartengono alle scuole tradizionali, 8 alla Soka Gakkai), e in buona parte sono occidentali convertiti, gli altri immigrati giapponesi, oppure cinesi, taiwanesi e di altri paesi. 4 milioni appartengono alla Soka Gakkai (che conta in tutto 12 milioni di membri). Negli Stati Uniti è stato calcolato in uno dei censimenti che erano più di 215.300, di cui il 7% affiliato alla Nichiren-shu, l'8% alla Nichiren Shoshu, il 20% alla Soka Gakkai; circa il 45 % del totale sono ex membri della Soka Gakkai che praticano ancora o hanno smesso la pratica pur mantenendo credenze buddiste Nichiren; il 15 % praticano al di fuori delle principali organizzazioni, l'1% aderisce a scuole Nichiren minori, e il 4 % pratica il buddismo di Nichiren assieme ad altre pratiche buddiste provenienti da altre scuole (Vipassana dal Theravada, Zazen dallo zen, ecc.). In Italia alla Soka Gakkai aderiscono circa 70.000 fedeli, pressappoco la metà dei buddisti italiani.

## Festività
Le festività principali delle scuole del buddismo Nichiren sono le seguenti. 
Per la Nichiren Shoshu e la Soka Gakkai:
- 16 febbraio: nascita di Nichiren;
- 16 marzo: giornata di kosen rufu;
- 28 aprile: Proclamazione di Nam Myo Ho Renghe Kyo
- 12 maggio, 27 agosto, 12 settembre e 11 novembre: giornate di ricordo delle persecuzioni;
- 12 ottobre: iscrizione del Dai Gohonzon
- 13 ottobre: anniversario della morte di Nichiren.

Per la Nichiren-shū:
- 1º gennaio: O-Shogatsu (capodanno giapponese)
- 3 febbraio: giornata di Setsubun (preghiera benaugurale)
- 15 febbraio: giorno del Nirvana (anniversario della morte del Buddha Shakyamuni)
- 16 febbraio: nascita di Nichiren
- 21 marzo e 21 settembre: festa Higan dell'equinozio di primavera e di autunno
- 8 aprile: Hanamatsuri (nascita del Buddha Shakyamuni)
- 28 aprile: Rikkyo Kaishu-e (proclamazione dell'odaimoku Namu Myoho Renge Kyo)
- 12 maggio, 27 agosto, 12 settembre, 10 ottobre e 11 novembre: giornate di ricordo delle persecuzioni di Nichiren;
- dal 13 al 15 di luglio o a metà di agosto: Urabon/Obon (festa degli antenati e dei morti)
- 13 ottobre: Oeshiki (anniversario della morte di Nichiren)
- 8 dicembre: Rohatsu (giornata della Bodhi o Jodo-e, anniversario dell'abbandono della vita mondana e anche dell'illuminazione di Shakyamuni sette anni dopo)